# 카로-칸 디펜스
카로-칸 디펜스(Caro-Kann Defence)는 체스 오프닝 중 하나이다. 흑은 1... c6를 두어 2... d5를 준비한다.
체스 오프닝 백과사전에 B10부터 B19까지 할당되어 있다.
시실리안 디펜스와 유사한 모습인데 c7에 있던 폰을 카로칸 디펜스에서는 c6으로 움직이고, 시실리안 디펜스에서는 c5으로 움직인다는 차이가 있다. 
또한 유사한 움직임의 프렌치 디펜스(e4 e6)의 약점으로 거론되는 흑의 밝은 색 비숍의 오른쪽 사선 아래 방향을 차단하지 않는다는 특징이 있다. 
그 다음 세 번째 수에 따라 여러 바리에이션이 결정 되는 데, 백은 Nc3를 통해 c4의 폰을 지키며 좌측 공간을 확보 하는 것이 일반적이며 흑의 d5나 Nf6으로 보여지는 Nxe4를 견제 가능하다.  